# Yaneth Waldman
Yaneth Waldman, cuyo apellido de soltera es Luckier (Bogotá, 16 de octubre de 1962) es una actriz, presentadora y cantante colombiana, conocida por presentar junto con Jota Mario Valencia y Carolina Cruz, el programa de las mañanas de RCN Televisión Muy buenos días, después por su participación en Los Reyes. Es judía practicante. Es madre de tres hijos, Joel, Ariel y Michal. Fue la presentadora del programa matutino de televisión El desayuno del Canal RCN.
Actualmente es la presentadora del programa de televisión "A las 10 nos vemos" desde el 5 de noviembre del 2020 con Iván Lalinde

## Filmografía

### Televisión
| Año       | Título                   | Personaje                                    | Nota                      |
| --------- | ------------------------ | -------------------------------------------- | ------------------------- |
| 2019      | El man es Germán         | Ella misma                                   | Canal RCN                 |
| 2018      | Nadie me quito lo bailao |                                              | Canal RCN                 |
| 2015      | Dulce amor               | Emilia Toledo                                | Caracol Televisión        |
| 2013-2014 | El día de la suerte      | Cristina                                     | Canal RCN                 |
| 2012-2013 | Casa de reinas           | Matilde Viuda de la Rosa                     | Canal RCN                 |
| 2011-2012 | El secretario            | Como la Psicóloga de Antonia, Félix y Mario. | Caracol Televisión        |
| 2011      | La teacher de inglés     | Mujer que habla con Pili.                    | Caracol Televisión        |
| 2011      | La bruja                 |                                              | Caracol Televisión        |
| 2011      | Clase ejecutiva          |                                              | Caracol Televisión        |
| 2010-2011 | Chepe Fortuna            | Matilde Viuda de la Rosa                     | Canal RCN                 |
| 2010      | Tierra de cantores       | Teresa                                       | Caracol Televisión        |
| 2009—2010 | Isa TK+                  | Violeta Marindo Ricalde " La Tamarindo".     | Nickelodeon Latinoamérica |
| 2008-2009 | Aquí no hay quien viva   | Yaneth de Preciado                           | Canal RCN                 |
| 2008      | Mujeres asesinas         |                                              | Canal RCN                 |
| 2008      | Super pa                 | Mamá de Cristina de Corral                   | Canal RCN                 |
| 2007-2008 | Marido a sueldo          |                                              | Canal RCN                 |
| 2006-2008 | En los tacones de Eva    | Beatriz                                      | Canal RCN                 |
| 2005-2006 | Los Reyes                | Katherine 'Kathy' Vanegas de Iriarte         | Canal RCN                 |
| 2000-2001 | El inútil                | Margarita de Gaviria                         | Canal RCN                 |
| 2000      | Pandillas, guerra y paz  | Enfermera                                    | Canal RCN                 |
| 1999-2004 | Francisco el Matemático  | Cecilia Chávez(Madre de Gabriela Chávez)     |                           |
| 1998      | Hermosa niña             | Amiga de Carolina                            | Canal Uno                 |
| 1998      | La sombra del arco iris  |                                              | Canal A                   |
| 1995      | O todos en la cama       |                                              | Canal A                   |
| 1995      | Tiempos difíciles        |                                              | Cenpro TV                 |
| 1994      | Exitosos                 |                                              | Canal RCN                 |
| 1983-1988 | Pequeños gigantes        |                                              | Caracol Televisión        |
|           | Historia de un loco      |                                              |                           |
|           | Chicles y Pecas          |                                              |                           |
|           | Que no le pase a usted   |                                              | DFL TV                    |
|           | Amigas                   |                                              | Canal RCN                 |
|           | El fantasma de mamá      |                                              | AMD TV                    |
|           | Maxi Mini                |                                              | Punch TV                  |
|           | Oki Doki                 |                                              | Canal RCN                 |

## Programa
| Año       | Título                                          | Rol                                         | Canal              |
| --------- | ----------------------------------------------- | ------------------------------------------- | ------------------ |
| 2022      | Bake Off Celebrity, el gran pastelero: Colombia | Participante                                | HBO Max            |
| 2020-2021 | A las 10 nos vemos                              | Presentadora                                | Digital            |
| 2018-2020 | El desayuno                                     | Presentadora                                | Canal RCN          |
| 2014-2015 | Profesión hogar                                 | Presentadora                                | Canal RCN          |
| 2006      | Factor X La Batalla de las Estrellas            | Participante con el grupo de Marbelle       | Canal RCN          |
| 2003-2004 | La vaca que ríe                                 | Participante y voz en off de la vaca Gladys |                    |
| 2002-2004 | Muy buenos días                                 | Presentadora                                | Canal RCN          |
| 1989-1993 | Sábados felices                                 | Participante - comediante                   | Caracol Televisión |
|           | En vivo con Adriana y Darío                     | Presentadora                                |                    |
|           | La trama paga                                   | Presentadora                                | Canal RCN          |
|           | Magazín Oh la la                                |                                             | Canal RCN          |

## Cine
| Año  | Título                 | Personaje           | 2018 | Periodo de prueba | Teresa |
| 2000 | La toma de la embajada | La ministra inmoral |      |                   |        |

## Teatro
| Año  | Título                                        | Nota            |
| ---- | --------------------------------------------- | --------------- |
| 2023 | Mamma mia!                                    | Musical         |
| 2019 | Yo NO Nací para Sufrir (Re-Edit del Original) | Stand-Up Comedy |
| 2018 | No solo la fe mueve montañas                  | Conferencia     |
| 2017 | Annie                                         | Musical         |
| 2014 | Avenida Q                                     | Musical         |
| 2013 | Yo Nací para Sufrir                           | Stand-Up Comedy |
| 2006 | Annie                                         | Musical         |
| 2002 | El Mago de Oz                                 | Musical         |
| 2000 | El último macho                               | Obra de Teatro  |
| 1997 | El soldadito de plomo (Maria Cecilia Botero)  | Musical         |
|      | La Brujita Bru                                | Musical         |
|      | Creo en mí                                    | Musical         |

## Otros trabajos
- Locuciones - Productos Varios[3]
- Jingles Publicitarios Varios
- Coros Cantantes Varios
- Imitaciones Varias
- Comerciales para Televisión
- Comerciales Televisión Extranjera
- Voces para el show de las orquídeas del parque del café
- Campaña publicitaria sonrisas multimillonarias Colgate (presentadora) en directo 20 emisiones)
- Campaña publicitaria Harpic Power Plus
- Campaña publicitaria vacaciones postobon (presentadora en directo 16 sorteos)El show RCN - RCN Radio

Discografía - trayectoria
- 1997: El soldadito de plomo
- 2003: El mago de Oz

Aquí no hay quien viva (serie de televisión colombiana)

## Premios y nominaciones
| Año  | Premio                | Categoría                                           | Por:                   | Resultado |
| ---- | --------------------- | --------------------------------------------------- | ---------------------- | --------- |
| ---  | Premio India Catalina | Mejor programa Infantil                             | Pequeños Gigantes      | Nominada  |
| 1994 | Premio TVyNovelas     | Mejor programa Concurso                             | Exitosos               | Nominada  |
| ---- | Premios Simón Bolívar | Mejor Actriz Cómica                                 | Ella misma             | Nominada  |
| 2006 | Premio 2 de oro       | Reconocimiento                                      | Ella misma             | Nominada  |
| 2006 | Premio India Catalina | Mejor actriz de reparto                             | Los Reyes              | Ganadora  |
| 2006 | Premio TVyNovelas     | Mejor actriz de reparto                             | Los Reyes              | Ganadora  |
| 2009 | Premio TVyNovelas     | Mejor actriz de reparto                             | Aquí no hay quien viva | Ganadora  |
| 2019 | Premio India Catalina | Mejor presentador(a) de programa de entretenimiento | El Desayuno            | Nominada  |

### Condecoraciones
- Orden a la democracia Simón Bolívar en el grado  Cruz Gran Caballero otorgado por el congreso de la república de Colombia